# Kawasaki Ki-32
Kawasaki Ki-32 (яп. 九八式軽爆撃機, Легкий армійський бомбардувальник Тип 98) — серійний легкий бомбардувальник Імперської армії Японії періоду Другої світової війни.
Кодова назва союзників — «Мері» (англ. Mary).

## Історія створення
В середині 1930-х років командування Імперської армії Японії в рамках програми модернізації армійської авіації оголосив конкурс на створення легкого бомбардувальника для заміни застарілих Mitsubishi Ki-2 та Kawasaki Ki-3. За умовами технічного завдання літак мав мати крейсерську швидкість 300 км/г (на висоті 2000 — 4000 м.), максимальну — 400 км/г, нести бомбове навантаження 300—450 кг, набирати висоту 3000 м не більше 8 хв, бути озброєним двома 7,7-мм кулеметами — синхронним та в турелі стрільця. Крім бомбометання з горизонтального польоту літак мав бути пристосований для скидання бомб з пікірування під кутом до 60°.
В конкурсі взяли участь 4 фірми — Mitsubishi, Kawasaki, Nakajima та Tachikawa. Літаки Tachikawa Ki-29 та Nakajima Ki-31 були відхилені, а Mitsubishi Ki-30 та Kawasaki Ki-32 зрештою були запущені в серійне виробництво.
Конструктори фірми Kawasaki Ідзаму Івасі та Сіро Ота вибрали для літака схему середньоплана з шасі, яке не складалось, та внутрішньо фюзеляжним бомбовим відсіком. Фюзеляж був суцільнометалевим, на рухомих поверхнях використовувалось тканинне покриття. На відміну від конкурентів з Mitsubishi, які використали традиційний для японського авіабудування того часу двигун повітряного охолодження, на літаку Kawasaki був встановлений дванадцяти циліндровий V-подібний двигун водяного охолодження Kawasaki Ha-9 потужністю 850 к.с при зльоті (на рівні моря потужність 775 к.с, на висоті 3800 м — 950 м). Цей двигун надалі став джерелом постійних проблем з літаком. Гвинт був трилопатевий зі змінним кроком.
Перші вісім прототипів літака були завершені в березні 1937 року, тоді й почались льотні випробування. Літак Ki-32 показав кращі льотні характеристики, ніж Ki-30, але через постійні проблеми з двигуном було вирішено запустити у серійне виробництво обидва літаки.
Серійне виробництво літака, який отримав назву «Легкий армійський бомбардувальник Тип 98» (або Ki-32), тривало з 1938 по 1940 рік. Всього було випущено 846 серійних машин (не враховуючи восьми прототипів). 

## Тактико-технічні характеристики

### Технічні характеристики
- Екіпаж: 2 особи (пілот і радист/бомбардир)
- Довжина: 11,65 м
- Висота: 2,9 м
- Розмах крила: 15,00 м
- Площа крила: 34,00 м ²
- Навантаження на крило: 104,1 кг/м²
- Маса порожнього: 2 349 кг
- Маса спорядженого: 3 539 кг
- Максимальна маса: 3 762 кг
- Двигун: 1 х Kawasaki Ha-9
- Потужність: 850 к. с.
- Питома потжність: 4,2 кг/к.с.

### Льотні характеристики
- Крейсерська швидкість: 300 км/г
- Максимальна швидкість: 423 км/г на висоті 3 940 м
- Практична дальність: 1 300 км
- Максимальна дальність: 1 960 км
- Практична стеля: 8 920 м
- Швидкість підйому: на висоту 5 000 м за 10хв. 55с.

### Озброєння
- Кулеметне:
  - 2 × 7,7-мм кулемети «Тип 89» (синхронний з двигуном та в турелі стрільця)
- Бомбове навантаження:
  - 300—450 кг бомб

## Історія використання
У стройових частинах Ki-32, навіть незважаючи на проблеми з двигуном, який виявився дуже вразливим до пошкоджень, мали популярність навіть більшу, ніж Ki-30 — в першу чергу, через кращу маневреність.
Літаки Ki-32 застосовувались головним чином, під час бойових дій у Китаї, де в умовах слабкої протидії зі сторони противника зарекомендували себе досить непогано. Частина літаків (45-ий і 65-ий авіазагони) взяла участь на завершальному етапі боїв на Халхин-Голі у вересні 1938 року. На відміну від Ki-30, які інтенсивно використовувались в цих бойових діях, Ki-32 втрат не зазнали.
На момент вступу Японії у Другу світову війну літаки Ki-32 вже вважались застарілими та непридатними для застосування проти серйозного противника. У грудні 1941 року ці літаки брали участь у бомбардуванні Гонконгу, але наступного року практично всі вцілілі літаки були передані в навчальні частини. Наприкінці війни деякі Ki-32 використовувались для атак камікадзе.
Під час другої світової війни Ki-32 постачались також до повітряних сил Маньчжурії, де заміняли застарілі Kawasaki Army Type 88.
В 1945 році Національна армія Індонезії захопила декілька літаків на японських воєнних базах, зокрема поблизу Маланга. Згодом всі вони були втрачені під час війни за незалежність Індонезії.

## Оператори

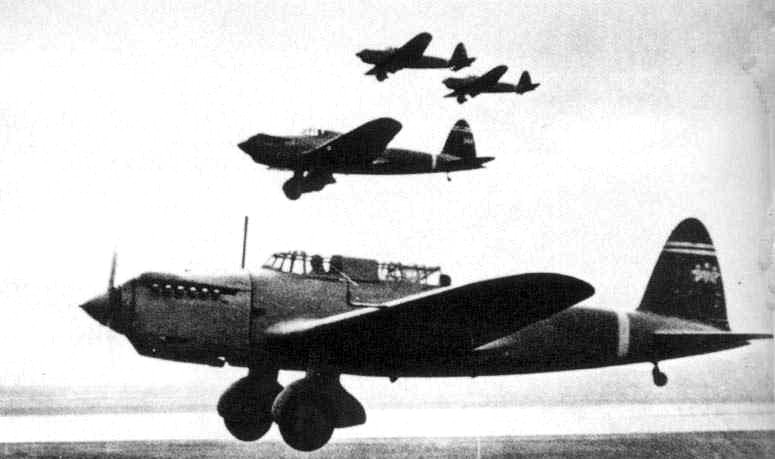
Ki-32 в польоті, ймовірно літаки 75-го авіазагону.

- Імперська армія Японії[1]
  - 3 авіазагін ВПС
  - 6 авіазагін ВПС
  - 10 авіазагін ВПС
  - 35 авіазагін ВПС
  - 45 авіазагін ВПС
  - 65 авіазагін ВПС
  - 75 авіазагін ВПС
- Маньчжурська держава
  - Повітряні сили Маньчжурії
- Індонезія
  - Національна армія Індонезії